# Купер, Иветт
Иветт Купер (англ. Yvette Cooper; род. 20 марта 1969, Инвернесс, Шотландия) — британский политик, член Лейбористской партии, министр внутренних дел Великобритании с 5 июля 2024 года. Входила в правительство Гордона Брауна (2007—2010).

## Биография

### Ранние годы и обзор карьеры
Иветт Купер родилась 20 марта 1969 года в Инвернессе (Шотландия). Среднее образование получила в Eggar’s School в Элтоне (Хэмпшир). В этом же городе окончила колледж шестого класса, затем училась в Оксфордском университете. В 1991 году получила стипендию Кеннеди, поступила в Гарвардский университет и работала в президентской выборной кампании Клинтона 1992 года. Кроме того, училась также в Лондонской школе экономики. В 1995—1997 годах вела в The Independent экономическую колонку и писала редакционные статьи. В 2001 году стала первым помощником министра в истории Великобритании, взявшим отпуск по беременности и родам, а также вместе со своим мужем стала первой семейной парой в составе одного правительства (в 1998 году она вышла замуж за Эда Боллза, в 2010 году поддерживала его в неудачной попытке избрания на пост лидера партии).

### Начало политической карьеры
С 1997 по 2010 год избиралась в Палату общин от Лейбористской партии в избирательном округе Понтефракт и Кэстлфорд, а с 2010 года, после изменения границ округа, в Нормэнтон, Понтефракт и Кэстлфорд (Западный Йоркшир).
В октябре 1999 года назначена парламентским помощником министра здравоохранения (Parliamentary Under-Secretary of State), став в 30-летнем возрасте самым молодым обладателем этой должности.
28 июня 2007 года стала младшим министром жилищного строительства в кабинете Гордона Брауна, 24 января 2008 года заняла в том же правительстве должность главного секретаря Министерства финансов, став первой в истории женщиной на этом посту, а 5 июня 2009 года впервые получила министерский портфель, возглавив Министерство труда и пенсий.

### В теневом кабинете Эда Милибэнда (2010—2015)
После поражения лейбористов на парламентских выборах 2010 года и окончания полномочий правительства Гордона Брауна 11 мая 2010 года в прессе впервые появились упоминания об Иветт Купер как о возможном новом лидере Лейбористской партии.
В 2010—2011 годах являлась в теневом кабинете министром по делам женщин и равноправия, а в 2010—2013 годах — министром жилищного хозяйства. 8 октября 2010 года получила портфель теневого министра иностранных дел, 20 января 2011 года сменила его на портфель теневого министра внутренних дел.
По итогам парламентских выборов 7 мая 2015 года Иветт Купер вновь победила в своём традиционном округе с результатом 54,9 % голосов избирателей, улучшив свои показатели 2010 года на 6,7 %. Сильнейший из её соперников, кандидат от Партии независимости Натан Гэрбатт (Nathan Garbutt) заручился поддержкой 21,3 % (в 2010 году эта партия не выставляла своего кандидата в округе).
Тем не менее, Лейбористская партия выборы проиграла, и после отставки Эда Милибэнда с поста лидера партии, Иветт Купер, по-прежнему занимавшая к тому времени пост теневого министра внутренних дел, объявила о намерении участвовать во внутрипартийной избирательной кампании. 12 сентября 2015 года были подведены итоги партийных выборов, Купер получила 17 % голосов, оставшись на третьем месте после Энди Бёрнэма с 19 % и победителя Джереми Корбина (почти 60 %). Она объявила о своём выходе из теневого кабинета лейбористов и о готовности продолжить работу в партии, в частности — о намерении участвовать в кампании за сохранение членства Великобритании в Евросоюзе.

### Вне теневого кабинета
19 октября 2016 года избрана председателем Комитета по внутренним делам, победив при поддержке консерваторов в третьем туре голосования Палаты общин лейбористку Кэролайн Флинт.
8 декабря 2016 года 11 членов комитета отправились в поездку по Великобритании с задачей изучения общественного мнения в отношении иммиграционной политики. Мотивируя принятое решение, Купер заявила, что беспокойство по поводу иммиграции не является проявлением расизма, и что парламент нуждается в «осмысленных дебатах» на данную тему.

### В теневом кабинете Кира Стармера (2021—2024)
29 ноября 2021 года лидер лейбористов Кир Стармер произвёл новую серию кадровых перестановок в теневом правительстве, в том числе назначил Иветт Купер теневым министром внутренних дел.

### Работа в правительстве Стармера (с 2024)
5 июля 2024 года получила портфель министра внутренних дел в лейбористском правительстве Стармера, сформированном после поражения консерваторов на парламентских выборах.